# Teorema de la envolvente
El teorema de la envolvente es un resultado sobre las propiedades de diferenciabilidad de la función objetivo de un problema de optimización parametrizado. Al cambiar los parámetros del objetivo, el teorema de la envolvente muestra que, en cierto sentido, los cambios en el optimizador del objetivo no contribuyen a la variación de la función objetivo. El teorema de la envolvente es una herramienta importante para la estática comparativa de modelos de optimización.

## Declaración
Sean {\displaystyle f(x,\alpha )} y {\displaystyle g_{j}(x,\alpha ),j=1,2,\ldots ,m} funciones diferenciables de valor real continuas en {\displaystyle \mathbb {R} ^{n+l}}, donde {\displaystyle x\in \mathbb {R} ^{n}} son variables de elección y {\displaystyle \alpha \in \mathbb {R} ^{l}} es un parámetro, y considérese el problema de elegir {\displaystyle x} para una {\displaystyle \alpha } dada, tal que:
{\displaystyle \max _{x}f(x,\alpha )} ligado a {\displaystyle g_{j}(x,\alpha )\geq 0,j=1,2,\ldots ,m} y {\displaystyle x\geq 0}.
La expresión lagrangiana de este problema viene dada por
{\displaystyle {\mathcal {L}}(x,\lambda ,\alpha )=f(x,\alpha )+\lambda \cdot g(x,\alpha )}
donde {\displaystyle \lambda \in \mathbb {R} ^{m}} son los multiplicadores de Lagrange. Ahora sea {\displaystyle x^{\ast }(\alpha )} y {\displaystyle \lambda ^{\ast }(\alpha )} juntos, la solución que maximiza la función objetivo f sujeta a las restricciones (y por lo tanto son puntos de silla del lagrangiano),
{\displaystyle {\mathcal {L}}^{\ast }(\alpha )\equiv f(x^{\ast }(\alpha ),\alpha )+\lambda ^{\ast }(\alpha )\cdot g(x^{\ast }(\alpha ),\alpha ),}
y define la función de valor
{\displaystyle V(\alpha )\equiv f(x^{\ast }(\alpha ),\alpha ).}
Entonces se formula el siguiente teorema:
Teorema:
Supóngase que {\displaystyle V} y {\displaystyle {\mathcal {L}}} son continuamente diferenciables. Entonces
{\displaystyle {\frac {\partial V(\alpha )}{\partial \alpha _{k}}}={\frac {\partial {\mathcal {L}}^{\ast }(\alpha )}{\partial \alpha _{k}}}={\frac {\partial {\mathcal {L}}(x^{\ast }(\alpha ),\lambda ^{\ast }(\alpha ),\alpha )}{\partial \alpha _{k}}},k=1,2,\ldots ,l}
donde {\displaystyle \partial {\mathcal {L}}/\partial \alpha _{k}=\partial f/\partial \alpha _{k}+\lambda \cdot \partial g/\partial \alpha _{k}}.

## Teoremas para conjuntos de elección arbitraria
Sea {\displaystyle X} que denota el conjunto de elección, tal que el parámetro relevante sea {\displaystyle t\in \lbrack 0,1]}. Haciendo que {\displaystyle f:X\times \lbrack 0,1]\rightarrow R} denote la función objetivo parametrizada, la función de valor{\displaystyle V} y la elección óptima correspondiente {\displaystyle X^{\ast }} vienen dados por:
{\displaystyle V(t)=\sup _{x\in X}f(x,t)} (1)
{\displaystyle X^{\ast }(t)=\{x\in X:f(x,t)=V(t)\}} (2)
El Teorema de la envolvente describe las condiciones suficientes de la función de valor {\displaystyle V} diferenciable en el parámetro {\displaystyle t}, y se define su derivada como:
{\displaystyle V^{\prime }\left(t\right)=f_{t}\left(x,t\right){\text{ para cada }}x\in X^{\ast }\left(t\right),} (3)
dónde {\displaystyle f_{t}} indica la derivada parcial de {\displaystyle f} con respecto a {\displaystyle t}. A saber, la derivada de la función de valor con respecto al parámetro es igual a la derivada parcial de la función objetivo con respecto a {\displaystyle t} manteniendo el maximizador fijo en su nivel óptimo. (El término deriva de la descripción de la gráfica de {\displaystyle V} como la "envolvente superior" de los gráficos de la familia de funciones parametrizada {\displaystyle \left\{f\left(x,\cdot \right)\right\}_{x\in X}}.)
Las deducciones del teorema de la envolvente tradicional usan la condición de primer orden para (1), que requiere que el conjunto de elección {\displaystyle X} tenga una estructura topológica convexa, y la función objetivo {\displaystyle f} sea diferenciable en la variable {\displaystyle x}. (El argumento es que los cambios en el maximizador solo tienen un "efecto de segundo orden" en el óptimo y, por lo tanto, se pueden ignorar). Sin embargo, en muchas aplicaciones, como el análisis de restricciones de incentivos en teoría de contratos y teoría de juegos, problemas de producción no convexos, y en la estática comparativa "monótona" o "robusta", los conjuntos de elección y las funciones objetivas generalmente carecen de las propiedades topológicas y de convexidad requeridas por los teoremas de envolvente tradicionales.